# فرانسیس پلیسیه
فرانسیس پلیسیه (فرانسوی: Francis Pélissier‎; ۱۳ ژوئن ۱۸۹۴ – ۲۲ فوریهٔ ۱۹۵۹) دوچرخه‌سوار اهل فرانسه بود.